# David Zurutuza
David Zurutuza Veillet est un ancien footballeur franco-espagnol né le 19 juillet 1986 à Rochefort qui évoluait au poste de milieu de terrain.

## Biographie
Zurutuza est né à Rochefort, en Charente-Maritime, en France, d'un père espagnol et d'une mère française, mais sa famille retourne en Espagne, au pays basque natal de son père.

## Carrière

### Palmarès
- Vainqueur de la Liga Adelante en 2010 avec la Real Sociedad
- Vainqueur de la Coupe d'Espagne en 2020 avec la Real Sociedad